# Fernando Buesa Arena
Fernando Buesa Arena is een indoor sportarena in Vitoria-Gasteiz, Spanje. De arena wordt voornamelijk gebruikt voor basketbal en is de thuisbasis van Saski Baskonia .

## Geschiedenis
De geschiedenis en evolutie van deze sportbehuizing is nauw verbonden met de belangrijkste gebruiker, het basketbalteam Saski Baskonia van de League ACB .
De capaciteit van de arena, voor basketbal, is maximaal 15.504 personen. Waarmee het de op één na grootste arena van Spanje is. De werken om de capaciteit van de arena te vergroten van 9.923 naar 15.504 mensen begonnen in maart 2011 en eindigden in april 2012.